# Akersgata

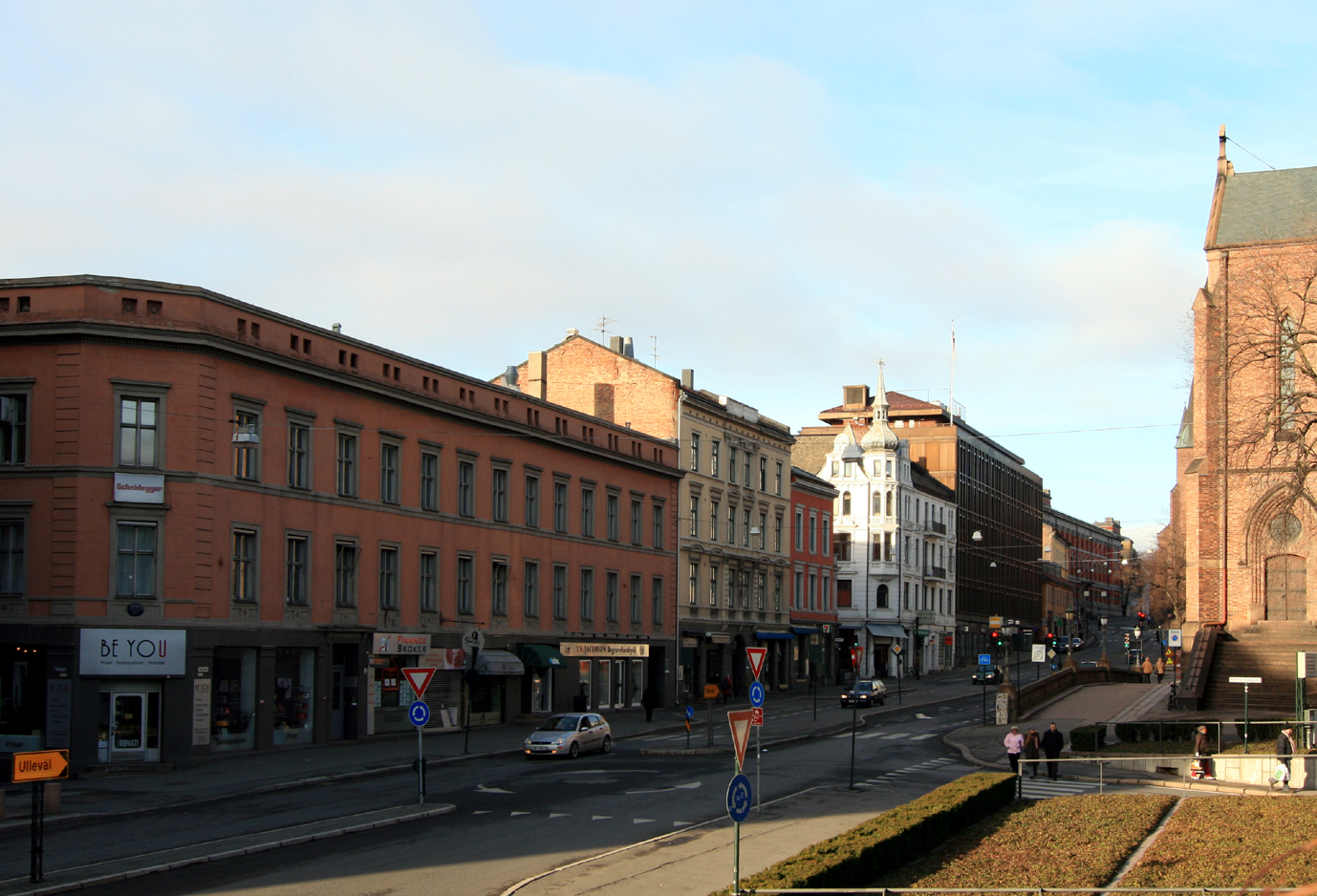
Akersgata, vy mot norr.

Akersgata är en cirka 900 meter lång gata i centrala Oslo som löper från Akershus fästning till Hammersborg, där den delar sig i Akersveien och Ullevålsveien. Den kallades tidigare för Norges Fleet Street eftersom tidningarna Aftenposten, VG och Dagbladet hade sina redaktioner där. 2003 flyttade Aftenposten och 2008 Dagbladet så att det bara var VG kvar. 2014 flyttade Aftenposten tillbaka från Postgirobygget till Akersgata 55, i samma byggnad där VG ligger.